# 第240步兵師 (德國國防軍)
德國國防軍陸軍第240步兵師（德語：240. Infanterie-Division）是納粹德國國防軍陸軍的一個步兵師。該師於1942年4月在比勒费尔德組建。該師名義上是師級部隊，但實際上是軍級部隊，擁有指揮其他師級部隊的權力。
該師組建後，一直駐紮在荷蘭。
該師最後於1942年6月解散。

## 註腳
1. ↑  Mitcham（2007年）